# BBMCミュージックファン ライス兄弟のチェリーGO!ラウンド
『BBMCミュージックファン ライス兄弟のチェリーGO!ラウンド』（ビービーエムシーミュージックファン ライスきょうだいのチェリーゴーラウンド）はニッポン放送で放送されていたラジオ番組。パーソナリティはロックバンドのライス兄弟（ライスたけお・ライスさとし）。ナレーターは天の声。2006年10月5日放送開始、2007年3月29日終了。

## 放送時間
- 毎週木曜日 20:30 - 20:50

## コーナー
- 気になってしまった！あ〜